# Chaitya

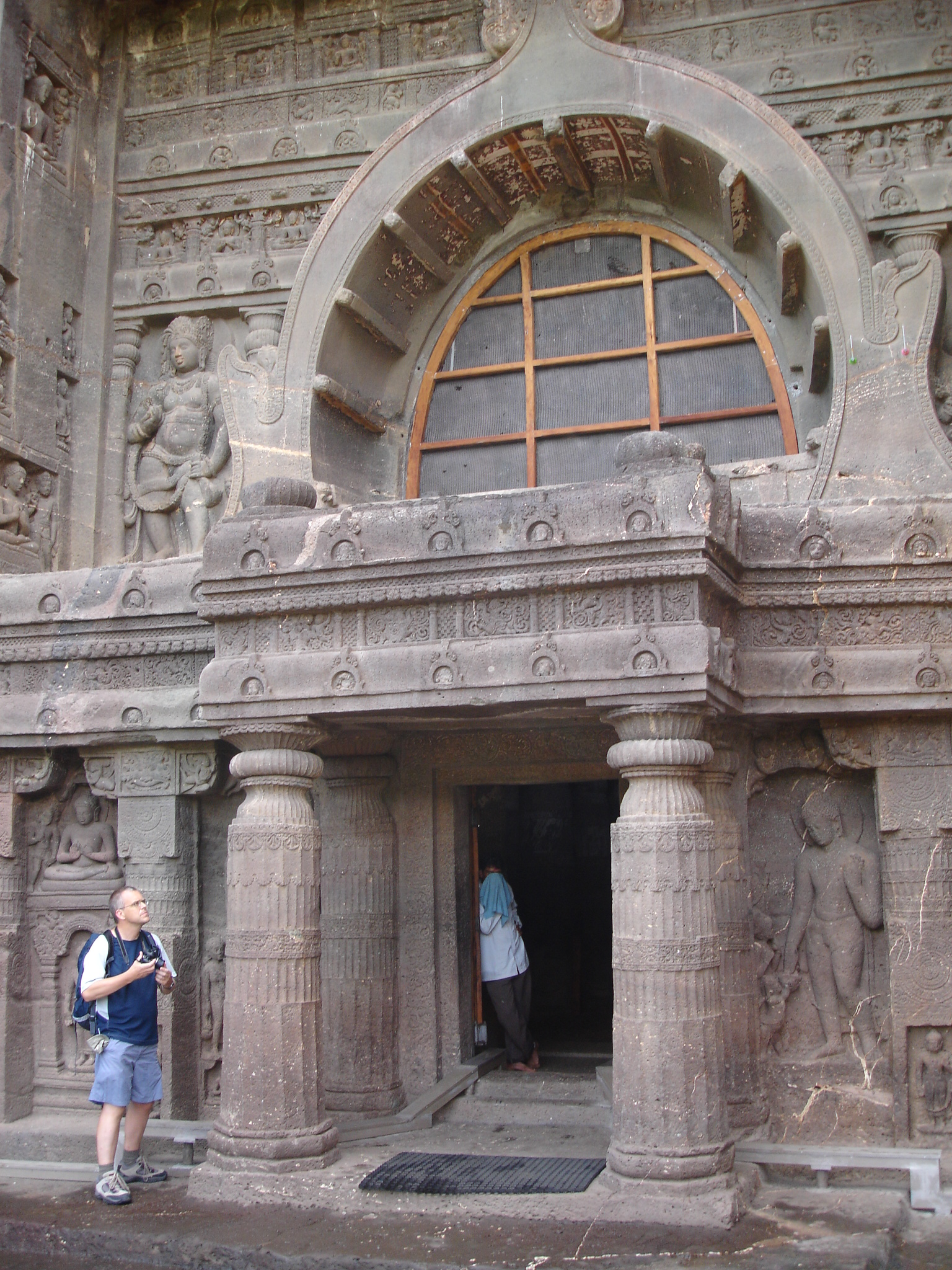
Chaitya 19 de Ajaṇṭā (Maharashtra), arte gupta (siglos IV-V).

El chaitya (devanagari चैत्य) es un tipo de templo o santuario budista característico de la arquitectura de la India. Es de signo funerario y destinado a la peregrinación. Junto al stūpa y el vihāra son las principales tipologías de templos budistas de la India.
Por lo general, el chaitya suele ser un santuario rupestre, excavado en cuevas y laderas de montañas, donde la escultura tiene un papel fundamental, a la que a menudo está supeditada la propia arquitectura. Suele tener planta basilical con tres naves y ábside, con bóveda de medio cañón formada por una sucesión de arcos kuḍu (típico arco indio de forma ligeramente apuntada) y sostenida sobre pilares. 
Entre los mejores ejemplos de chaitya se encuentran los de Kārlī, Ajaṇṭā, Ellorā, Bhaja, Barābar, Udaigiri y Nasik.